# Corrie Hartong

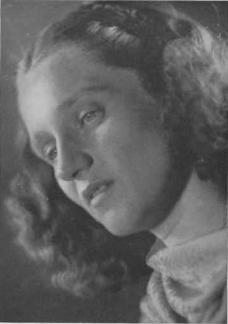
Corrie Hartong (vor 1938)

Hendrina Cornelia Corrie Hartong (geboren 23. Februar 1906 in Rotterdam; gestorben 9. August 1991 ebenda) war eine niederländische Tänzerin und Choreografin.

## Leben
Corrie Hartong wurde am 23. Februar 1906 in Rotterdam geboren. Sie war die Tochter des Notars Frans Laurens Hartong (1872–1945) und Petronella Johanna Scherpenhuijzen (1871–1936). Sie war das fünfte von zehn Kindern einer remonstrantischen Notarfamilie und wuchs in einem fortschrittlichen Umfeld auf, in dem viel Wert auf Bildung, Literatur und Musik gelegt wurde. So nahm sie mit ihrer Schwester Unterricht bei den Tänzerinnen Angèle Sydow und Xanda Stradowska, die beide der Dalcroze-Methode folgten, einer neuen Musikdidaktik, in der sich Rhythmus, Solfeggio und Improvisation ergänzen. Sie begann während ihrer Schulzeit am Gymnasium Erasmianum ihre eigenen Choreografien zu erarbeiten. An einem Abend des Jugendvereins der Remonstranten erregte sie mit ihrem großformatigen Werk „Die Freuden und Leiden des Lebens“ Aufmerksamkeit. Nach ihrem Abschlussexamen im Jahr 1924 ging sie im Alter von 18 Jahren nach Dresden, um bei Mary Wigman eine Tanzausbildung zu absolvieren. Sie begann nach Abschluss ihrer dreijährigen Tanzausbildung, die sie innerhalb von zwei Jahren abgeschlossen hatte, selbst zu unterrichten. Zunächst 1928 an der Volksbühne in Chemnitz, dann von 1929 bis 1931 an der Schule für modernen Tanz von Mary Wigman.

### Tanzschule
Im Jahr 1931 wurde sie als Vertreterin des Ausdruckstanzes gebeten, gemeinsam mit der Tänzerin Gertrud Leistikow in Rotterdam den ersten Tanzausbildungskurs der Niederlande aufzubauen. Leistikow zog sich nach drei Jahren zurück und Hartong führte die Tanzschule alleine weiter. Sie wurde 1935 dem Rotterdamer Toonkunst-Konservatorium angegliedert. Privat hatte sie eine Liebesbeziehung mit seinem Regisseur Willem Pijper, die lange Zeit geheim blieb. In den Jahren 1932–1933 arbeitete sie als Tänzerin und Choreografin an der Wiederaufnahme von Pijpers Oper „Halewijn“. Die Tanzschule wurde im Mai 1940 während der deutschen Bombardierung Rotterdams schwer getroffen. Es gelang Harton in den schwierigen Jahren der Besatzung, sich diplomatisch von der von den Besatzern kontrollierten Kultuurkamer fernzuhalten. Sie gab in der Zeit keine Auftritte, sondern unterrichtete nur. Dies tat sie auch in Leiden und Vlaardingen.

### Werk aus Choreografin
Corrie Hartong choreografierte 75 Solos. Diese wurden hauptsächlich von ihr selbst aufgeführt. Zudem schuf sie 41 Gruppenwerke für konkrete Anlässe wie Opern- und Bühnenaufführungen, Stadionaufführungen und Auftritte der Tanzschule. Ihre wichtigste Choreographie, „Danse sacrée et danse profane“, wurde 1947 uraufgeführt. Sie ging ein Thema mit einer bemerkenswert musikalischen Struktur lyrisch an. Sie musste 1949 im Alter von 43 Jahren aufgrund einer Arthrose in der Hüfte mit dem Tanzen aufhören. Ihre Bedeutung für die niederländische Tanzwelt nahm danach jedoch weiter zu, da sie sich auch danach dem Tanzen widmete. Zwischen 1946 und 1989 gab sie mehr als 250 Kurse und Vorträge über Ballett und Tanz, sie schrieb Bücher über die Tanzkunst und saß in mehr als 84 Gremien und Ausschüssen, die sich mit der Entwicklung des Tanzes in den Niederlanden befassten.
Sie zählte 1946 zu den Mitbegründerinnen des niederländischen Berufsverbands der Tanzkünstler und war sieben Jahre lang die Vorsitzende des Verbandes. 1956 gründete sie das Centraal Dansberaad. Zudem gehörte sie 16 Jahre dem Vorstand des Lulturrates von Südholland an und war Mitglied zahlreicher Ausschüsse des Rates für die Künste. Ihr Bestreben war es, eine Infrastruktur zu schaffen, in der der Tanz sich entwickeln konnte und sie kämpfte für Subventionen für Unternehmen und die Verbesserung der professionellen Tanzausbildung. Neben der Professionalisierung des Bühnentanzes bemühte sich Hartong auch um die Förderung des Tanzes bei Amateuren. Sie setzte sich mit dem Tanzlehrer Kit Winkel dafür ein, dass das Fach „tänzerischer Ausdruck“ im Rahmen der regulären Grundschulbildung unterrichtet wurde. Sie stand weiterhin an der Spitze der seit 1954 in „Rotterdamse Dansacademie“ umbenannten Tanzschule. Ihrer Meinung nach sollte in der Ausbildung die Kreativität des Tanzes im Vordergrund stehen, nicht die Technik. 1961 trat Corrie Harton als Direktorin der Tanzakademie in den Ruhestand, sechs Jahre später auch als Lehrerin. Sie übernahm 1967 die Leitung des Centraal Dansberaad und wurde 1972 Gastdozentin am postakademischen Kurs für Tanzgeschichtslehrer an der Universität Utrecht.
Am 9. August 1991 starb Corrie Hartong im Alter von 85 Jahren in ihrer Heimatstadt Rotterdam.

## Ehrungen
Corrie Hartong erhielt verschiedene Ehrungen: 1961 wurde sie zum Ritter des Ordens von Oranien-Nassau ernannt, 1963 erhielt sie den „Penning van de Leuve“ von der Rotterdamse Kunststichting und anlässlich ihres 75. Geburtstages erhielt die Wolfert-van-Borselen-Medaille der Gemeinde Rotterdam als Kulturpreis Südhollands. Zu diesem Anlass entstand auch ein Film über ihre Arbeit. „Weil es meine Sprache ist“ (1981). Der Corrie Hartong Fund wurde aus dem bescheidenen Erbe gegründet, das sie hinterließ. Ziel dieses Fonds ist die Vergabe eines jährlichen Stipendiums an einen besonders talentierten Studenten der Rotterdamse Dansacademie. Seit 1992 gibt es in Rotterdam eine „Corrie Hartonglaan“.